# Paullinia acuminata
Paullinia acuminata är en kinesträdsväxtart som beskrevs av Uitt.. Paullinia acuminata ingår i släktet Paullinia och familjen kinesträdsväxter. Inga underarter finns listade i Catalogue of Life.